# Bo Kristoffersen
Bo Kristoffersen (* 2. Juli 1967) ist ein ehemaliger dänischer Springreiter und Nationaltrainer.

## Werdegang
Bis zum Jahre 2001 arbeitete Kristoffersen für den Holsteiner Verband, in dieser Zeit ritt er Spitzenpferde wie Cassini I und Corofino I. Mit dem Caletto II-Sohn Caretino bestritt er internationale Springen, so siegten Kristoffersen und Caretino mit der dänischen Mannschaft 1993 im Nationenpreis der DDR in Gera. Im Jahr 1994 wechselte Caretino in den Stall von Ludger Beerbaum. Auch der ehemalige Holsteiner Verbandshengst Corofino I wurde erfolgreich von ihm auf Turnieren vorgestellt.
1997 gewann Bo Kristoffersen auf Cassini I mit der dänischen Equipe den Nationenpreis in Helsinki. Im selben Jahr startete das Paar bei der Europameisterschaft in Mannheim. Mit Claudio wurde Kristoffersen Dritter im Großen Preis von Rostock und war erfolgreich mit der Dänischen Mannschaft beim Nationenpreis in Ikast.
Unter Bo Kristoffersen gewann Coriano mehrere Springprüfungen und sprang sechsjährig im Finale des Bundeschampionats in Warendorf auf Platz zwei. Siebenjährig waren die beiden bereits mehrfach in S-Springprüfungen platziert. 2000 gewann das Paar den Großen Preis von Meppen und wurde Zweiter im Großen Preis von Papitz. 2002 ging der Hengst als Leihgabe an das belgische Gestüt Zangersheide und wurde von Judy-Ann Melchior geritten.
Von 2003 bis Ende 2017 betrieb er gemeinsam mit dem schwedischen Springreiter Rolf-Göran Bengtsson einen Turnierstall auf der Anlage von Breido Graf zu Rantzau in Breitenburg bei Itzehoe. Seine Nachfolge beim Holsteiner Verband trat der dänische Springreiter Lars Bak Andersen an. Zudem war Kristoffersen ab 2001 dänischer Nationaltrainer der Springreiter.

## Ehemalige Turnierpferde
- Cassini I (* 1988), Holsteiner Schimmelhengst, Vater: Capitol I, Muttervater: Caletto II[5][11]
- Corofino I (* 1989), Holsteiner Schimmelhengst, Vater: Corrado I, Muttervater: Fernando I[12][13]
- Coriano (* 1990, später Coriano Z), brauner Holsteiner Hengst, Vater: Corrado I, Muttervater: Lord[14][15]
- Claudio (* 1991), Holsteiner Schimmelhengst, Vater: Carthago, Muttervater: Calypso II[16]